# Poni (sångare)
Poni är en albansk sångerska från kuststaden Vlora. Hon framför sina låtar på toskiska och är mycket populär i södra Albanien.

## Karriär
Poni sjunger både folkmusik och popmusik och blev känd genom sitt deltagande i Top Fests fjärde upplaga 2007. Hon deltog med balladen "Si trëndafil" som blev mycket populär. Innan sitt deltagande hade hon släppt tre studioalbum, men endast nått en regional publik. Efter sitt deltagande i Top Fest blev hon känd i hela diasporan. 2005 släppte hon As po as jo och 2006 släppte hon två album: Dashuria Labe och The Best. 
Efter Top Fest släppte hon 2008 albumet Shpirtin kam tek ju. 2010 släppte hon albumet Fjala ime është kënga. Vid Netët e klipit Shqiptare 2012 tilldelades hon pris för bästa folkmusikvideo för videoklippet till låten "Fjala ime është kënga". Poni har även släppt framgångsrika singlar med bland andra Dr. Flori och låten "Të ndarë". 
2013 släppte hon albumet Xhan Xhan! där titelspåret "Xhan Xhan" fick en musikvideo som blev framgångsrik. 2015 släppte Poni studioalbumet Bio som bland annat innehöll den nya hitlåten "Americano" och sitt bidrag i Top Fest 4, "Si trëndafil". 

## Diskografi

### Album
- 2005 – As po as jo
- 2006 – Dashuria Labe
- 2006 – The Best
- 2008 – Shpirtin kam tek ju
- 2010 – Fjala ime është kënga
- 2013 – Xhan Xhan!
- 2015 – Bio